# 昭烈皇后 (後唐)
昭烈皇后崔氏（？—？），後唐懿祖朱邪執宜妻。
崔氏事跡不詳，只知她嫁與後唐懿祖及生後唐獻祖朱邪赤心。同光元年（923年）閏四月，李存勗稱帝，追上崔氏諡號為昭烈皇后。